# 王澤生

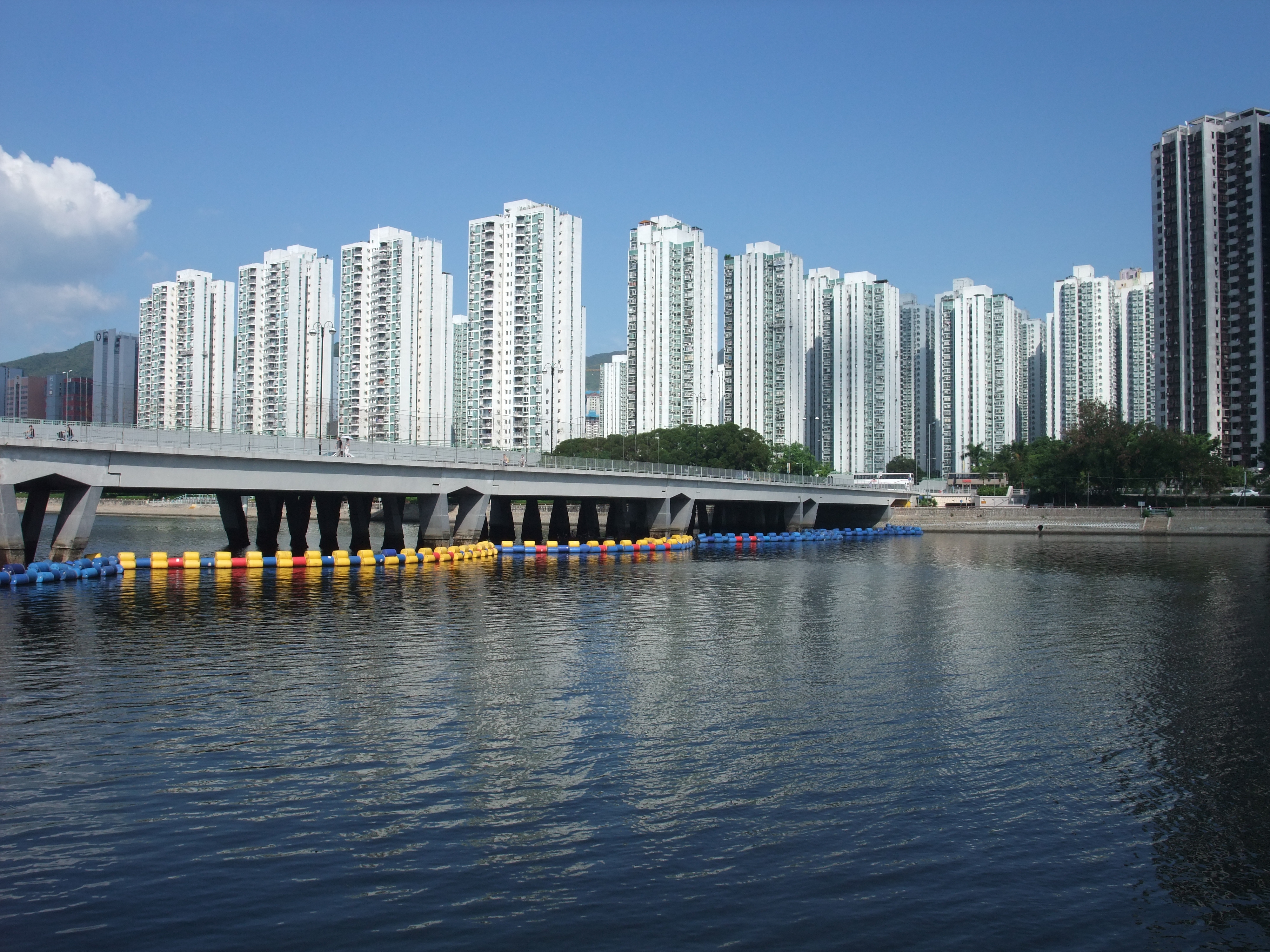
沙田第一城，是建築師王澤生作品之一

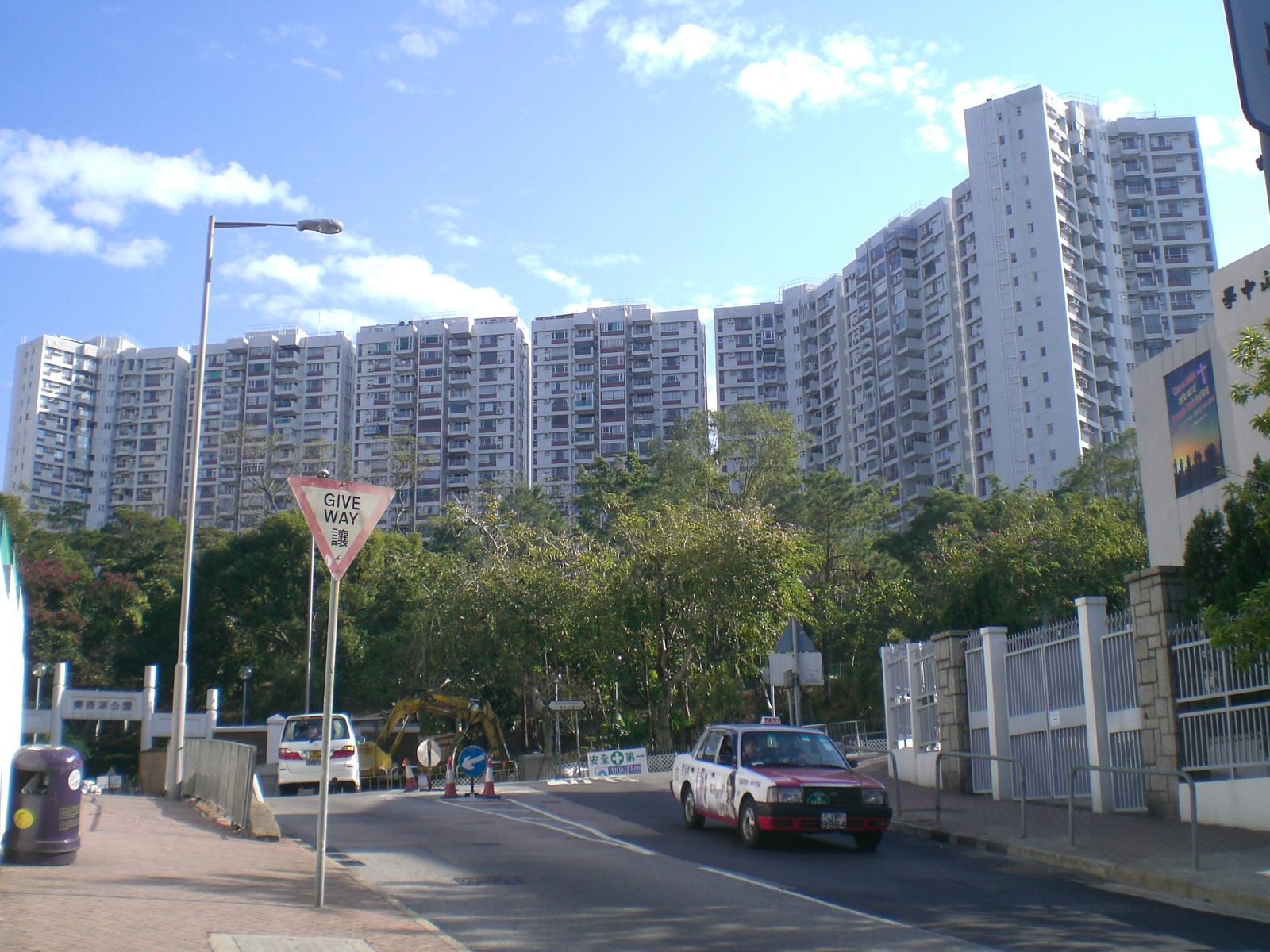
賽西湖大廈

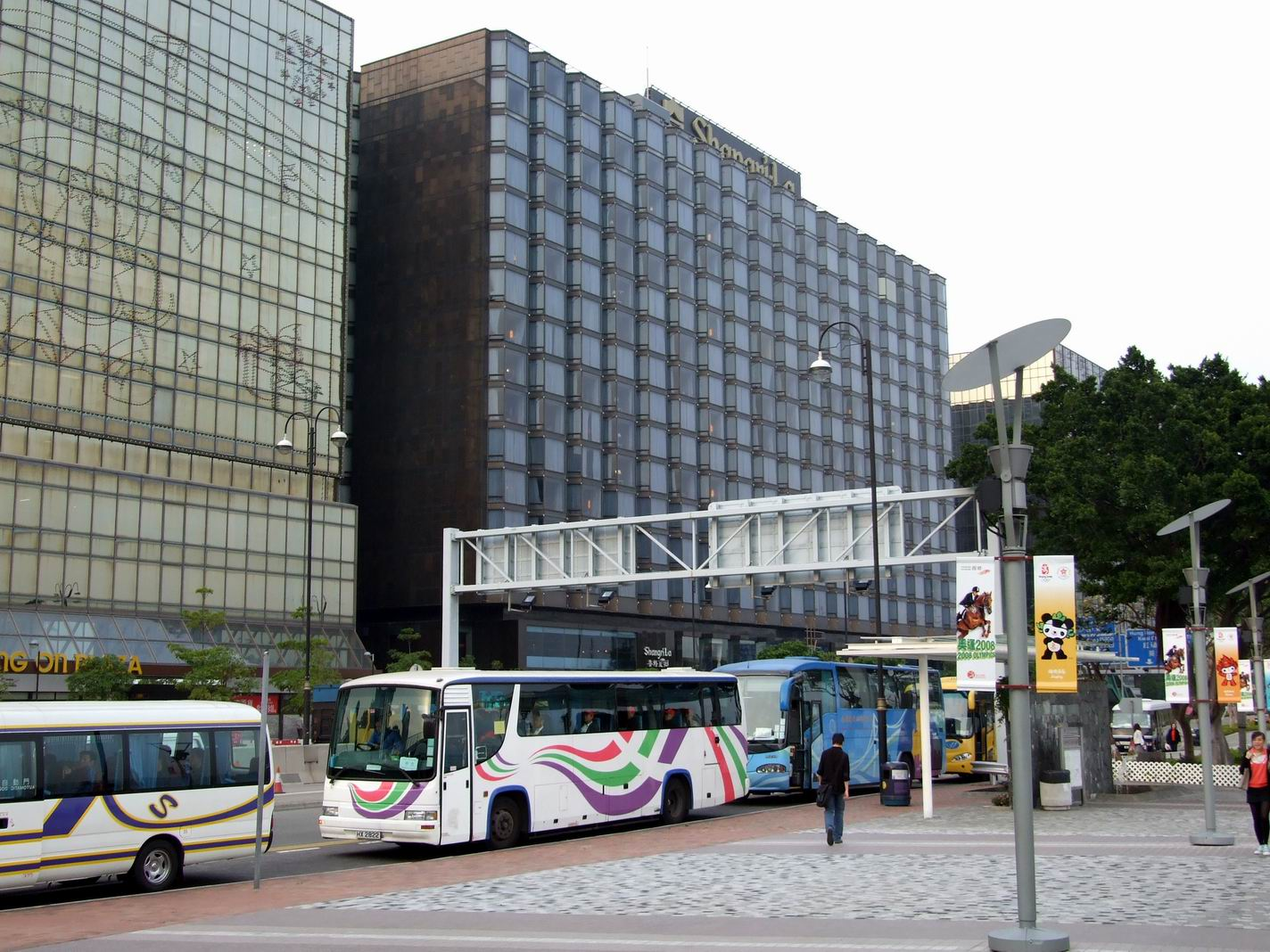
九龍香格里拉酒店

王澤生（英語：WONG Chack Sang Jackson，1930年—1994年），香港建築師，王歐陽（香港）創辦人。王澤生出生於香港，祖籍廣東省潮州人，中學畢業於聖若瑟書院，已婚，妻子是香港慈善藝術家王梁潔華。

## 工程項目
- 王澤生自邸
- 凱悅酒店
- 玫瑰新村，司徒拔道41號
- 賽西湖大廈
- 沙田第一城
- 黃埔花園（部份期數及黃埔號船形商場）
- 太古廣場
- 恒生銀行香港總行大廈
- 香港李寶椿聯合世界書院
- 香港大學圖書館新翼
- 九龍香格里拉酒店
- 假日酒店
- 九龍酒店
- 馬來西亞檳城假日酒店
- 巴基斯坦伊斯蘭堡假日酒店
- 新加坡PARKVIEW假日酒店

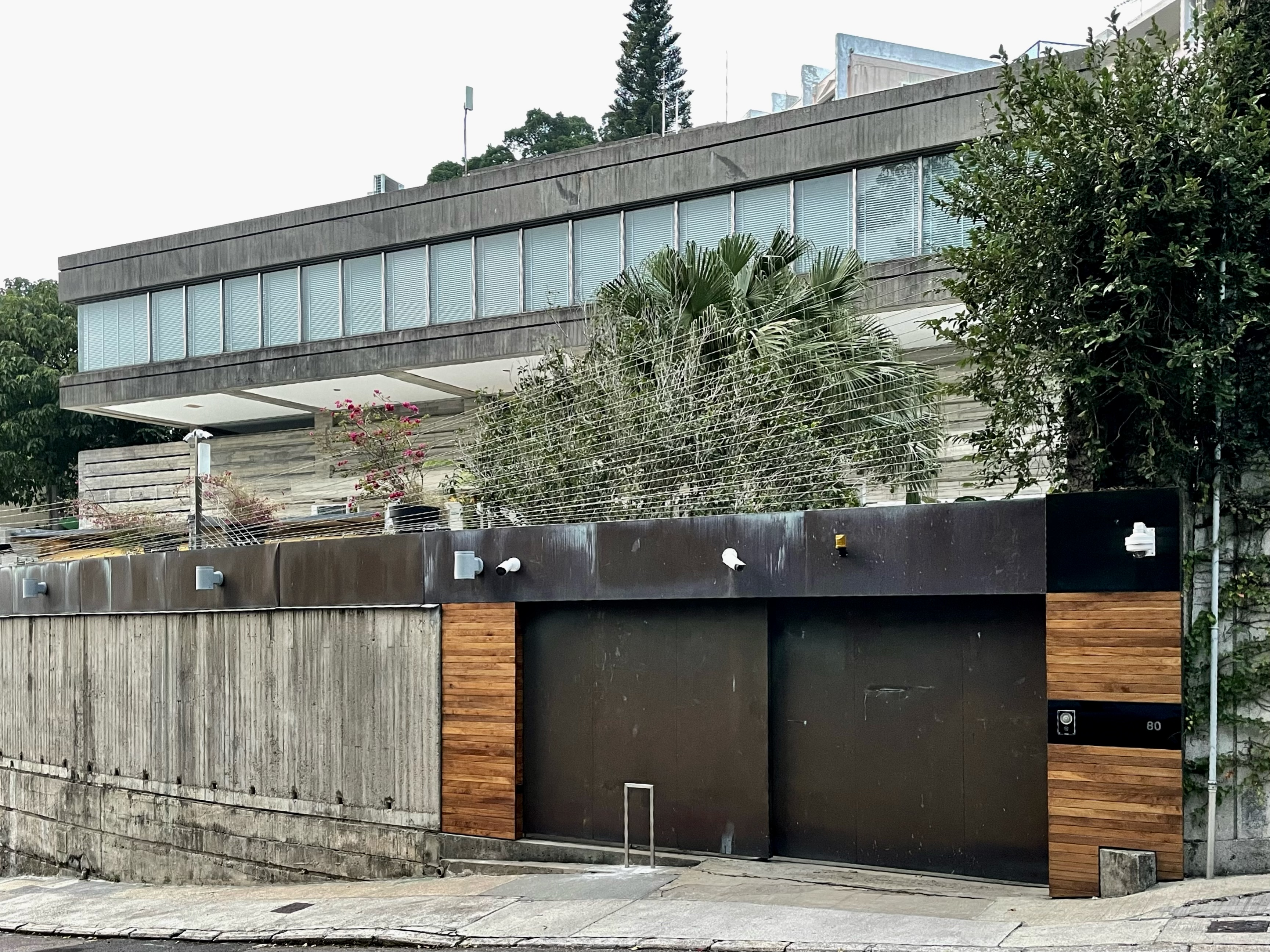
王澤生舂坎角自邸

- 馬來西亞吉隆坡國際酒店、君悅酒店及DUTA廣場
- 印尼泗水威士汀酒店及雅加達假日酒店等

## 名堂
- 1955年香港大學建築學系畢業，獲譽學士銜。
- 香港建築師學會資深會員
- 新加坡建築師學會會員
- 香港註冊建築師
- 1957年創辦王伍建築工程師事務所
- 1964年創辦王伍歐陽建築工程師事務所
- 1972年創辦王歐陽建築工程師事務所
- 1973年當選香港建築師學會會長
- 王歐陽（香港）有限公司董事
- 王歐陽（土木結構工程）有限公司董事
- 王歐陽（機電工程）有限公司董事
- 王歐陽（設計）有限公司董事
- 王歐陽（新加坡）私人有限公司董事
- 王歐陽（馬來西亞）有限公司董事

## 外部連結
- M+藏品：王澤生先生位於香港舂坎角道住宅（1966年）外部照片 （页面存档备份，存于）